# Религия в Калининградской области
Рели́гия в Калинингра́дской о́бласти имеет особую специфику, связанную с историей региона, который до 1945 года был частью Германии, а затем, в 1946 году, согласно Потсдамскому соглашению, вошёл в состав РСФСР.
Специфика религии региона выражается в обилии исторических лютеранских храмов (кирх) при преобладании (относительно общего числа верующих) православного населения. Поскольку регион вошёл в состав России в советское время, то на протяжении длительного периода религия вообще не занимала заметного места в жизни области.

## История
Распространение христианства в Калининградской области связано с деятельностью Тевтонского ордена, обосновавшегося на землях языческих пруссов.
В 1925 году (до присоединения к России) в городе Кёнигсберге (с 1946 года — Калининград) 89 % населения были протестантами (евангелическое исповедание), а 4 % — католиками. К 1948 году эти общины прекратили своё существование в связи с послевоенной депортацией немецкого населения в 1947—1949 годах.
В 1967 году в области была зарегистрирована община евангельских христиан-баптистов, которая некоторое время оставалась единственной легальной религиозной организацией в регионе. Без регистрации в Калининграде действовали небольшие группы пятидесятников (с 1952 года) и адвентистов (с 1980 года).
6 октября 1985 года в Калининграде был зарегистрирован первый приход Русской православной церкви — Свято-Никольский.
В 1991 году были зарегистрированы католический и лютеранский приходы, а также новоапостольская церковь. Позже появились общины буддистов Алмазного пути, иеговистов, иудеев, кришнаитов (существовали с 1993 по 2010 год), методистов, мормонов, мусульман и старообрядцев.
Бурная религиозная жизнь в регионе началась с 1991 года, после распада СССР.

## Православие в Калининградской области
6 октября 1985 года православные освятили первый приход в помещении бывшей немецкой Юдиттен-кирхи — Свято-Никольский храм Русской православной церкви.
Православная община первоначально входила в состав Смоленской и Вяземской епархии. В 1988 году было учреждено Калининградское благочиние. Рост православия в Калининграде привёл к переименованию епархии, которая в 1989 году стала называться «Смоленской и Калининградской епархией».
10 сентября 2006 года Патриархом Московским и всея Руси Алексием II в Калининграде был освящён новый православный Храм Христа Спасителя Русской православной церкви.
31 марта 2009 года была образована отдельная Калининградская епархия, выделенная из Смоленско-Калининградской епархии. Она насчитывает 168 храмов и 38 часовен. Часть православных церквей располагаются в зданиях бывших лютеранских храмов (например, Кирха Понарт).

## Католицизм в Калининградской области
В Калининградской области по данным римско-католической церкви проживает около 50 000 католиков, из них около 10 000 в городе Калининград. В самом начале 1990-х годов католическая церковь вернулась на калининградскую землю и сразу же столкнулась с трудностями. Католическая община так и не смогла вернуть себе кирху Святого Адальберта 1902 года постройки, в связи с чем было принято решение возвести новый храм в Калининграде. 18 сентября 2005 года был построен и освящён костёл Святого Адальберта. На сегодняшний день идёт обсуждение о возвращении здания областной филармонии в собственность католической церкви, где разместился бы приход Святого Семейства. Однако пока все попытки вернуть здание заканчивались отказом.
Таким образом, ни один из исторических католических храмов (всего их в городе насчитывается не менее трёх) не был возвращён римско-католической церкви.

## Лютеранство в Калининградской области
Лютеранство на калининградской земле имеет длительную и богатую историю, однако, в связи с послевоенной депортацией немецкого населения в 1947—1949 годах, его традиция угасла и начала возрождаться лишь в 1991 году.
К настоящему времени на территории области действует Калининградское пробство Союза Евангелическо-лютеранских церквей (ЕЛЦ), состоящее из четырёх церковных регионов, которые окормляют семь пасторов. Центральный храм располагается в Калининграде. Заметна община в городе Гусеве, где служил будущий архиепископ ЕЛЦ Дитрих Брауэр. Также имеется община в городах Черняховске, Славске, Гвардейске (Мюльхаузенская кирха), Правдинске и Мамоново.